# Mitheithel
De Mitheithel (Nederlands: Grijsvloed) (Engels: Greyflood) is een fictieve rivier in J.R.R. Tolkiens wereld Midden-aarde.
De rivier ontspringt in de Nevelbergen en stroomt in zuidwestelijke richting door de Reuzenheide. Hierna stroomt ze in zuidelijke richting door het oude koninkrijk Rhudaur. De grote Oost-Westweg van Breeg naar Rivendel kruist de Mitheithel bij de Laatste Brug. Kort na de brug mondt de Bruinen uit in de Mitheithel. Vervolgens stroomt de rivier verder naar het zuiden totdat ze nabij Tharbad, samen met de Glanduin, uitmondt in de Gwathló.
Adorn · Anduin (de Grote Rivier) · Angren (Isen) · Baranduin (Brandewijn) · Betoverde Rivier · Bruinen (Luidwater) · Carnen (Roodwater) · Celduin (Running) · Celebrant (Zilverlei) · Celos · Ciril · Deemril · Dieptestroom · Erui · Gilrain · Glanduin (Grensrivier) · Glanhir (Meringstroom) · Gwathló (Grauwel) · Harnen (Zuiderrivier) · Lefnui · Lhûn (Lune) · Limlicht · Mitheithel (Grijsvloed) · Morgulduin · Morthond · Nimrodel · Ninglor (Lis) · Onodló (Entwas) · Poros · Rhimdath · Ringló · Serni · Sirith · Sirannon (Poortstroom) · Sneeuwborn · Het Water · Wilgewinde · Woudrivier